# Wedge Tomb von Corrasluastia

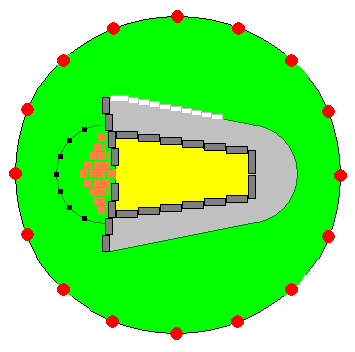
Prinzipskizze Wedge Tomb am Beispiel von Island

Das Wedge Tomb von Corrasluastia befindet sich im Townland Corrasluastia (irisch Corr Sluaiste, „Schaufel-Rundhügel“) an einem Südhang nahe der Grenze zum County Mayo, westlich von Castlerea, im Süden des County Roscommon in Irland. Wedge Tombs (deutsch „Keilgräber“), früher auch wedge-shaped gallery graves genannt, sind doppelwandige, ganglose, mehrheitlich ungegliederte Megalithanlagen der späten Jungsteinzeit und der frühen Bronzezeit.
Das Nordost-Südwest orientierte Wedge Tomb befindet sich auf einem Hügel von etwa 10,0 m Durchmesser und 1,0 m Höhe. Es besteht aus einer etwa 7,0 m langen Galerie, die in drei Kammern unterteilt ist. Der einzige verbliebene Deckstein ist etwa 2,3 m lang, 1,0 m breit und 0,25 m dick. Er ist auf die umgefallenen Seitensteine im Südosten gerutscht. Es gibt fünf Seitensteine auf der Nordwest- und drei auf der Südostseite. Die Außenmauern sind am besten im Nordwesten, aber auch im Osten erhalten. An der südwestlichen Vorderseite stehen zwei aufgerichtete Orthostate, die vielleicht Reste der Fassade sind. Ein umgefallener Menhir (englisch Standing stone) liegt 100 m östlich.